# Ropicomorphoides turneri
Ropicomorphoides turneri är en skalbaggsart som först beskrevs av Stefan von Breuning 1958.  Ropicomorphoides turneri ingår i släktet Ropicomorphoides och familjen långhorningar. Inga underarter finns listade i Catalogue of Life.